# Castillo de Canyellas
El castillo de Canyellas es una edificación del siglo XV que preside la villa de Canyellas en la comarca del Garraf.

## Arquitectura
Se trata de una construcción documentada de 1478, pero basada posiblemente en una torre de defensa más antigua (documentada ya en el 976) vinculada al castillo de Olérdola. De la construcción existente en 1478 se conserva una torre de planta circular con unas pequeñas aspilleras en la parte superior y un fragmento de muralla con almenas en algunos tramos. El resto del edificio pertenece a una restauración moderna hecha en 1858 por Ramón de Bouffard. En el año 1627, el obispo Joan Sentís erigió en parroquia la iglesia de santa Magdalena, situada junto al castillo.

## Historia
La importancia de esta fortificación a lo largo de la historia ha sido como protección auxiliar del castillo de Olérdola, al tiempo que contribuía a defender la ruta natural entre Villafranca del Panadés y el mar (Villanueva y Geltrú). El castillo ha sido históricamente propiedad de los barones de Canyellas: los Terré en el siglo XV, los Minguella 1659 en adelante y los Bouffard a principios del siglo XIX. Miguel Salinas y Bofill lo compró en 1982 e hizo importantes reformas para adecuarlo para residencia familiar. 
En el año 2024 fue adquirido por la Dra.  Marisa López-Teijón, vecina del municipio, con la intención de preservar su valor histórico y facilitar su reintegración en el patrimonio colectivo del pueblo.